# Patrick Reichelt
Patrick Reichelt (* 15. Juni 1988 in Berlin) ist ein deutsch-philippinischer Fußballspieler.

## Karriere

### Vereine

#### Beginn in Berlin
Patrick Reichelt begann seine Karriere in den Jugendabteilungen der beiden kleinen Berliner Vereine TSV Rudow 1888 und dem Nordberliner SC. Beim Nordberliner SC spielte er bis zum Jahresende 2009.

#### Fortsetzung in der Ober- und Regionalliga
Zum 1. Januar 2010 wechselte Reichelt vom Nordberliner SC zu den Reinickendorfer Füchsen, welche seinerzeit in der Staffel Nord der Oberliga Nordost vertreten waren. Sein Debüt gab er am 20. Februar 2010 (17. Spieltag) bei der 1:3-Niederlage im Auswärtsspiel gegen den Malchower SV. In diesem Spiel erzielte er mit dem Treffer zum 1:1 in der 55. Minute sein erstes Tor für den Verein.
Am Saisonende wechselte er zur zweiten Mannschaft von Energie Cottbus und gab zum Saisonstart am 8. August 2010 bei der 0:1-Niederlage im Heimspiel gegen den ZFC Meuselwitz sein Debüt in der Regionalliga Nord. Am Saisonende wurde sein Vertrag nicht verlängert, sodass er den Verein verließ.
Nach einer halbjährigen Vereinslosigkeit schloss er sich der TSG Neustrelitz an. Sein erstes und einziges Spiel in der Staffel Nord der Oberliga Nordost für den Verein bestritt er am 3. März 2012 (20. Spieltag) beim 2:0-Sieg im Auswärtsspiel gegen den SV Germania 90 Schöneiche.

#### Das erste Mal im Ausland
Nach seinem kurzen Gastspiel für die TSG Neustrelitz wechselte er noch während der laufenden Saison 2011/12 auf die Philippinen zum Erstligisten Global FC und begab sich mit Beginn des Jahres 2013 zum thailändischen Zweitligisten Singhtarua F.C. Am 15. Februar 2014 kehrte er auf die Philippinen zurück und schloss sich dem Ceres-Negros FC an. Der Verein war in der United Football League vertreten, der bis zur Spielzeit 2016 höchsten Spielklasse. Nach 82 Ligaspielen und 52 geschossenen Toren wechselte er im Januar 2019 nach Malaysia. Hier unterschrieb er einen Vertrag bei Melaka United. Für den Verein aus Malakka im gleichnamigen Bundesstaat bestritt er 22 Punktspiele, in denen ihm zehn Tore in der Malaysia Super League, der höchsten Spielklasse, gelangen. Im Januar 2020 begab er sich ein zweites Mal nach Thailand, wo ihn der Erstligist Suphanburi FC unter Vertrag nahm, für den er fünf Tore in 37 Punktspielen erzielte. Zur Rückrunde der Saison 2021/22 nahm ihn im Januar 2022 der Ligakonkurrent PT Prachuap FC unter Vertrag. Am 29. Mai 2022 erreichte er mit seiner Mannschaft das Finale um den Thai League Cup, in dem man im BG Stadium, der Spielstätte des Buriram United, diesen mit 0:4 unterlegen war. Nach 29 Punktspielen und einem Tor begab sich Reichelt im Januar 2023 ein zweites Mal nach Malaysia. Hier schloss er sich dem Erstligisten Kuala Lumpur City FC an.

### Nationalmannschaft
Reichelt wurde im Jahr 2010 das erste Mal in den Kader der Philippinische U20-Nationalmannschaft berufen, für die er bis ins Jahr 2011 vier weitere Länderspiele bestritt.
Sein Debüt für die A-Nationalmannschaft am 5. September 2012 in Phnom Penh im torlosen Länderspiel gegen die Nationalmannschaft Kambodschas (mit Einwechslung für Jerry Lucena in der 46. Minute) sowie das am 10. September 2012 in Vientiane mit 1:2 verlorene Länderspiel (sein drittes) gegen die Laotische Nationalmannschaft wurde jeweils wegen Verstöße auf der FIFA-Website entfernt und somit als inoffiziell gewertet.
Das am 7. September 2012 – zwischen den beiden inoffiziell gewerteten Länderspielen – in Jurong West ausgetragene und mit 2:0 gewonnene Länderspiel gegen die Nationalmannschaft Singapurs ist nunmehr als das A-Länderspiel-Debüt Reichelts anzusehen.
Mit der A-Nationalmannschaft nahm er unter anderem sechsmal an Turnieren um die Südostasienmeisterschaft teil, in denen er in den Jahren 2012, 2014 und 2018 mit der Mannschaft jeweils im Halbfinale (gegen Singapur, Thailand und Vietnam) und in den Jahren 2016, 2021 und 2022 jeweils nach der Gruppenphase aus dem Turnier ausschied.

## Erfolge
Nationalmannschaft
Philippinen
- AFC-Challenge-Cup-Finalist 2014
- Halbfinalist Südostasienmeisterschaft 2012, 2014, 2018

Vereine
Ceres-Negros FC
- Philippinischer Meister 2015, 2017, 2018

PT Prachuap FC
- Thailändischer Pokal-Finalist 2022